# Ziethenstraße

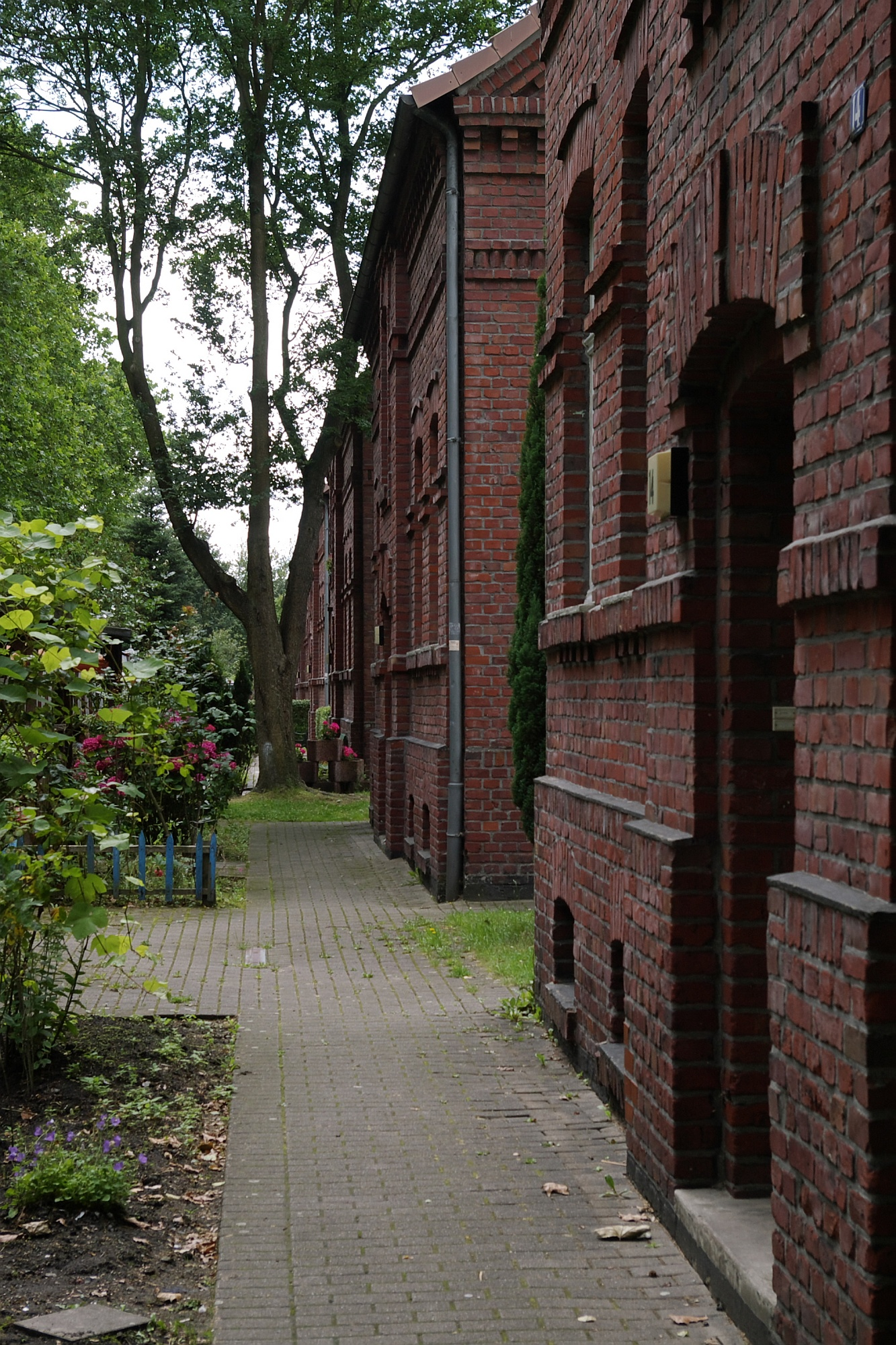
Typische huizenrijen van de arbeiderswijk Ziethenstraße

De Ziethenstraße is een vroege arbeiderswijk met 52 gelijk uitziende huizen in Lünen-Süd in Westfalen.
De wijk werd door de Harpener Bergbau AG in 1898 gebouwd voor de mijnwerkers van de steenkoolmijn Zeche Preußen. In elk huis konden vier families wonen, de stad stond echter maar bewoning door drie toe. Een grote tuin, rechte bomenrijen, een hok voor kleine dieren en een daarin aangebracht toilet (vaak voor twee families) was de bouwstandaard van destijds. Ongewoon was de overeenkomst met de eigenaren over de opbouw en het onderhoud van de openbare infrastructuur, welke grotendeels door de Bergbau AG gerealiseerd is. Zo moesten ze niet alleen de scholen, kerken en het politiebureau bouwen, maar ook het loon van de politie betalen. Daarnaast werd er in 1896 het eerste treinstation van Lünen gebouwd, waarbij voorrang voor kolen- en arbeiderstransporten gegeven werd.
In 1984 wezen studenten van de vakhogeschool Münster op de bijzonder goede toestand waarin de wijk zich bevond. Groeiende interesse in arbeiderswijken en de relatief lage saneringskosten maakte dat er in 1989 geld vrijkwam voor de dringend noodzakelijke moderniseringen. Deze werden uitgevoerd door het landontwikkelingsfonds LEG- NRW, dat ondertussen eigenaar van de woningen was geworden.

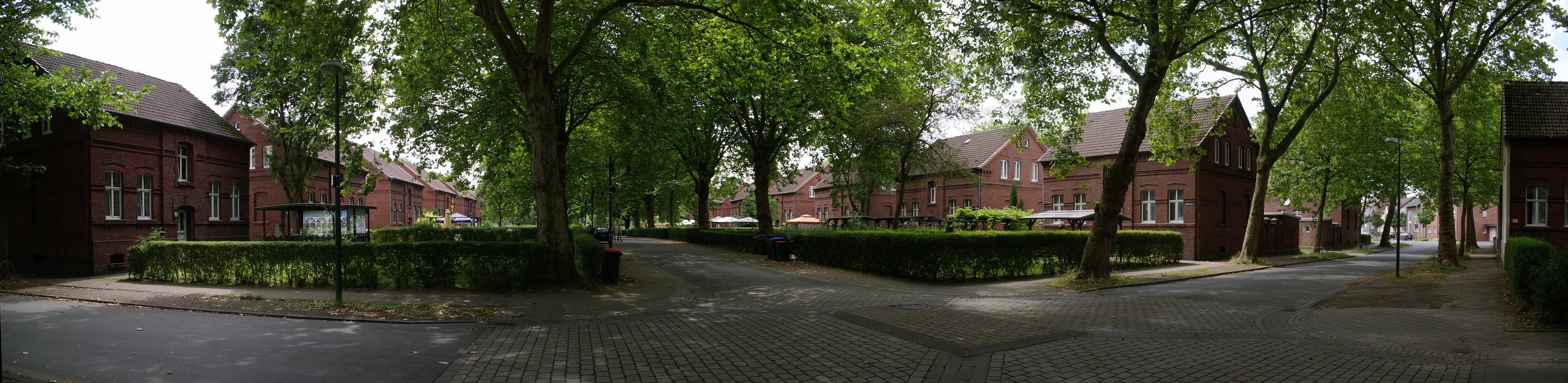
Panorama van de wijk Ziethenstraße met platanen, voortuinen en de eenvoudige baksteenhuizen